# Pitajo à ventre brun
Ochthoeca cinnamomeiventris
Espèce
Statut de conservation UICN

 LC  : Préoccupation mineure
Le Pitajo à ventre brun (Ochthoeca cinnamomeiventris) est une espèce de passereau de la famille des Tyrannidae,.

## Systématique
Cette espèce est monotypique selon la classification de référence du Congrès ornithologique international (version 9.1, 2019). Jusqu'à la fin du XXe siècle, Ochthoeca cinnamomeiventris possédait quatre sous-espèces. Mais à la suite des travaux de Ridgely & Greenfield (publiés en 2001) et de Hilty (publiés en 2003), Ochthoeca cinnamomeiventris nigrita a été classée comme une espèce à part entière sous le nom de Ochthoeca nigrita. Les travaux de García-Moreno et al. (1998) ont également conduit à classer Ochthoeca cinnamomeiventris thoracica comme une espèce à part entière sous le nom de Ochthoeca thoracica, dont Ochthoeca cinnamomeiventris angustifasciata est devenu une sous-espèce.

## Distribution
Cet oiseau vit dans les Andes de l'extrême sud-ouest du Venezuela, de Colombie, d'Équateur (sur tout le versant est et sur le versant ouest vers le sud jusqu'à la province de Chimborazo) et de l'extrême nord du Pérou (versant est, au nord du río Marañón),,.